# An Lạc, Chí Linh
An Lạc là một phường thuộc thành phố Chí Linh, tỉnh Hải Dương, Việt Nam.

## Địa lý
Phường An Lạc nằm ở phía đông nam thành phố Chí Linh, có vị trí địa lý:
- Phía đông giáp thị xã Kinh Môn và phường Văn Đức
- Phía tây giáp xã Thái Học
- Phía nam giáp phường Tân Dân
- Phía bắc giáp phường Văn Đức.

Phường An Lạc có diện tích 10,69 km², dân số năm 2018 là 7.113 người, mật độ dân số đạt 665 người/km².

## Lịch sử
Sau năm 1975, An Lạc là một xã thuộc huyện Chí Linh.
Ngày 12 tháng 2 năm 2010, Chính phủ ban hành Nghị quyết 09/NQ-CP thành lập thị xã Chí Linh trên cơ sở toàn bộ diện tích và dân số của huyện Chí Linh, xã An Lạc thuộc thị xã Chí Linh.
Ngày 10 tháng 1 năm 2019, Ủy ban Thường vụ Quốc hội ban hành Nghị quyết 623/NQ-UBTVQH14 (nghị quyết có hiệu lực từ ngày 1 tháng 3 năm 2019) thành lập phường An Lạc thuộc thị xã Chí Linh trên cơ sở toàn bộ diện tích và dân số của xã An Lạc và thành lập thành phố Chí Linh trên cơ sở toàn bộ diện tích và dân số của thị xã Chí Linh.